# Distretto di Santa Barbara de Carhuacayan
Il distretto di Santa Barbara de Carhuacayan  è uno dei dieci distretti della provincia di Yauli, in Perù. Si trova nella regione di Junín e si estende su una superficie di 646,29  chilometri quadrati.